# Jimma Horo (woreda, Kelam Welega)
Pour les articles homonymes, voir Jimma Horo.
Jimma Horo est un woreda de l'ouest de l'Éthiopie situé dans la zone Kelam Welega de la région Oromia. Il a 45 889 habitants en 2007.
Limitrophe de la zone Mirab Welega, Jimma Horo est bordé dans la zone Kelam Welega par Gawo Kebe à l'est, Yemalogi Welele au sud et Gidami à l'ouest.
Il reprend la partie orientale de l'ancien woreda Jimma Gidami[réf. souhaitée].
Sa principale agglomération, Nunu, se situe vers 1 600 m d'altitude, sur la route menant de Chenka, Kake et Kebe à Gidami.
Au recensement national de 2007, Jimma Horo compte 45 889 habitants dont 6 % de citadins.
Nunu, qui a 2 845 habitants en 2007, est la seule agglomération recensée dans le woreda.
Environ 40 % des habitants du woreda sont protestants, 30 % sont orthodoxes et 30 % sont musulmans.
En 2022, la population du woreda est estimée à 66 075 personnes avec une densité de population de 157 personnes par km2 et 420 km2 de superficie.